# Ingenuino di Sabiona
Ingenuino, anche noto come Genuino (VI secolo – Sabiona, 605), fu il primo vescovo della diocesi di Sabiona ed è venerato come santo dalla Chiesa cattolica.

## Biografia
Partecipò al sinodo scismatico tricapitolino di Marano del 590, ove è indicato quale Ingenuinus de Sabione. Morì a Sabiona nel 605, ove il suo corpo fu inizialmente sepolto, ma nel 990 le sue reliquie vennero trasferite nel Duomo di Bressanone.

## Culto
La festa del santo nel calendario cattolico ricorre il 5 febbraio, ma a Bressanone, dov'è considerato uno dei patroni della città assieme a Cassiano ed Albuino, viene ricordato il secondo sabato dopo Pasqua.